# Quillota
Quillota est une ville et une commune du Chili qui se trouve dans la vallée du Río Aconcagua et est rattachée à la région de Valparaíso. C'est la capitale de Province de Quillota et la plus grande ville de cette vallée, et un important centre agricole (notamment en raison des plantations d'avocatiers et d'anones. En 2016, sa population s'élevait à 85 262 habitants. La superficie de la commune est de 302 km2 (densité de 28 hab./km2). Quillota se trouve à cent vingt kilomètres de Santiago et à soixante kilomètres de Valparaíso. On y trouve une antenne de l'Université pontificale catholique de Valparaíso.

## Colonisation espagnole
Diego de Almagro arrive dans cette vallée en 1536. En 1540, Pedro de Valdivia arrive au Chili avec le titre de Gouverneur du Chili et construit des propriétés terriennes en exploitant une main d'œuvre indienne qu'il réduit en esclavage. En 1717, la ville de Quillota est fondée par José de Santiago Concha.

## Quillotanos célèbres
- Santiago Amengual Balbontín, général.
- Santiago Bueras
- Isabel Plá, femme politique
- Francisco Silva Gajardo, footballeur.
- Patricio Yáñez, footballeur.
- Juan Vasquez, travailleur chez Google Chile.

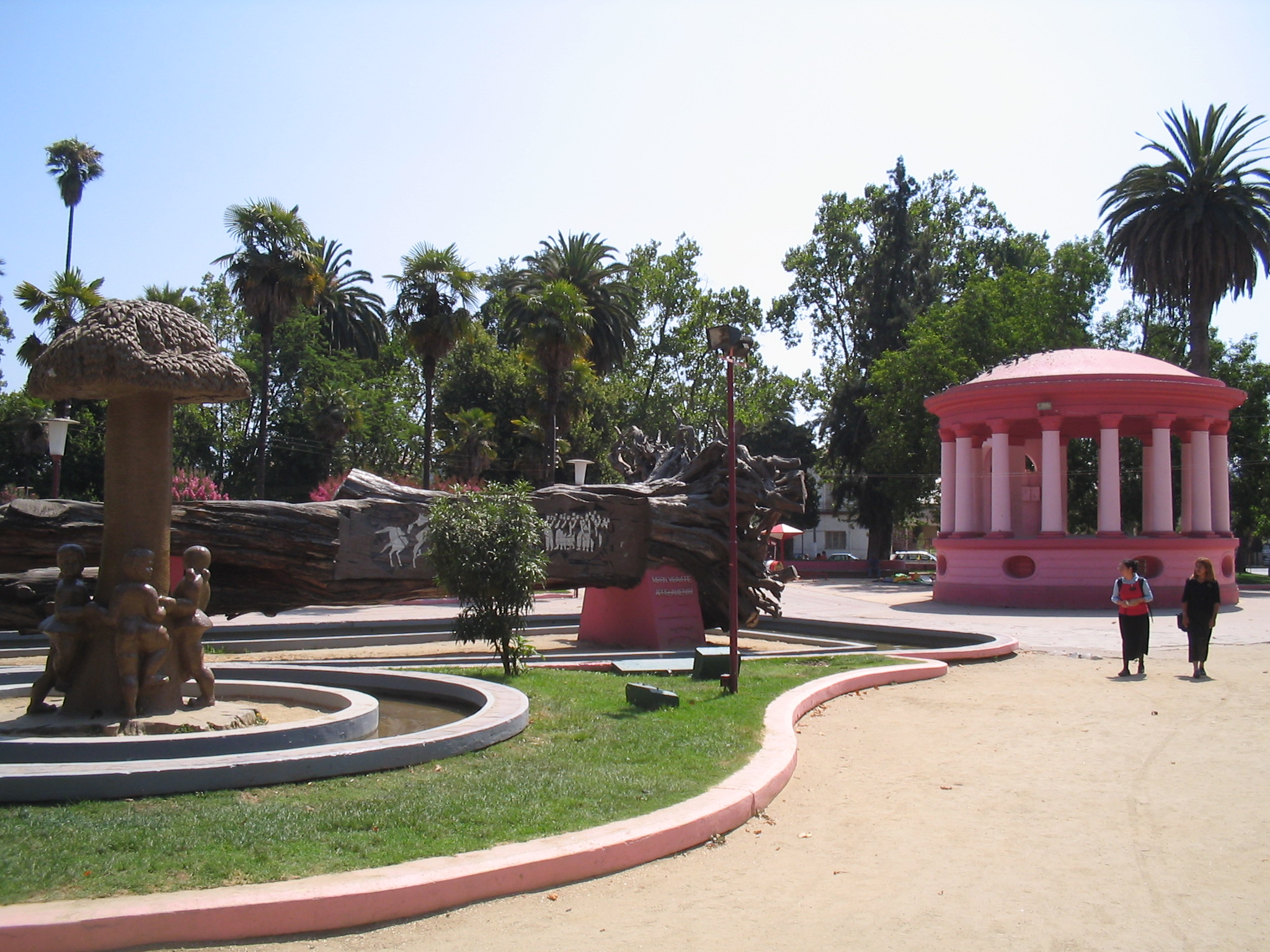
Plaza de Armas de Quillota

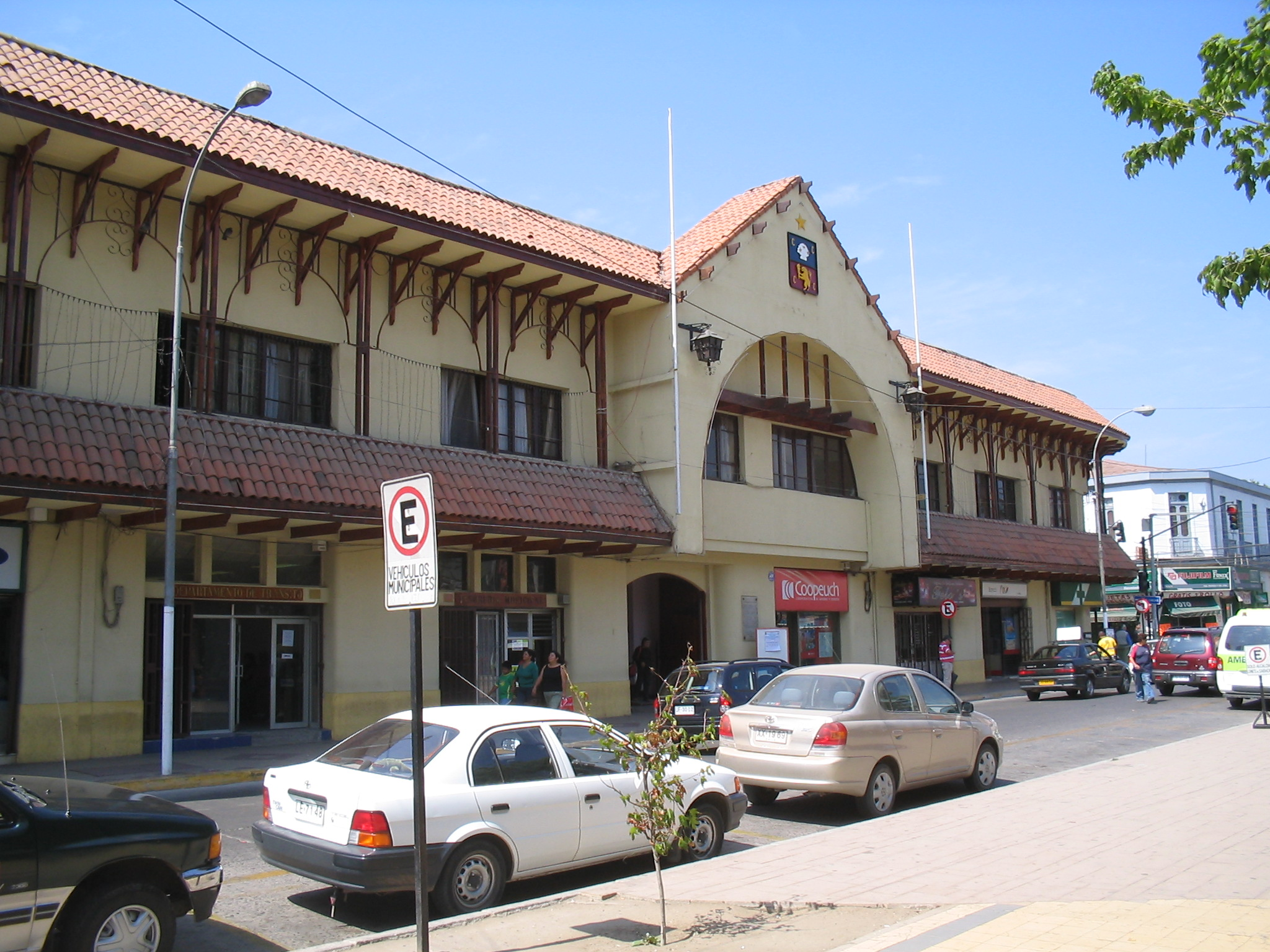
Hôtel de ville de Quillota

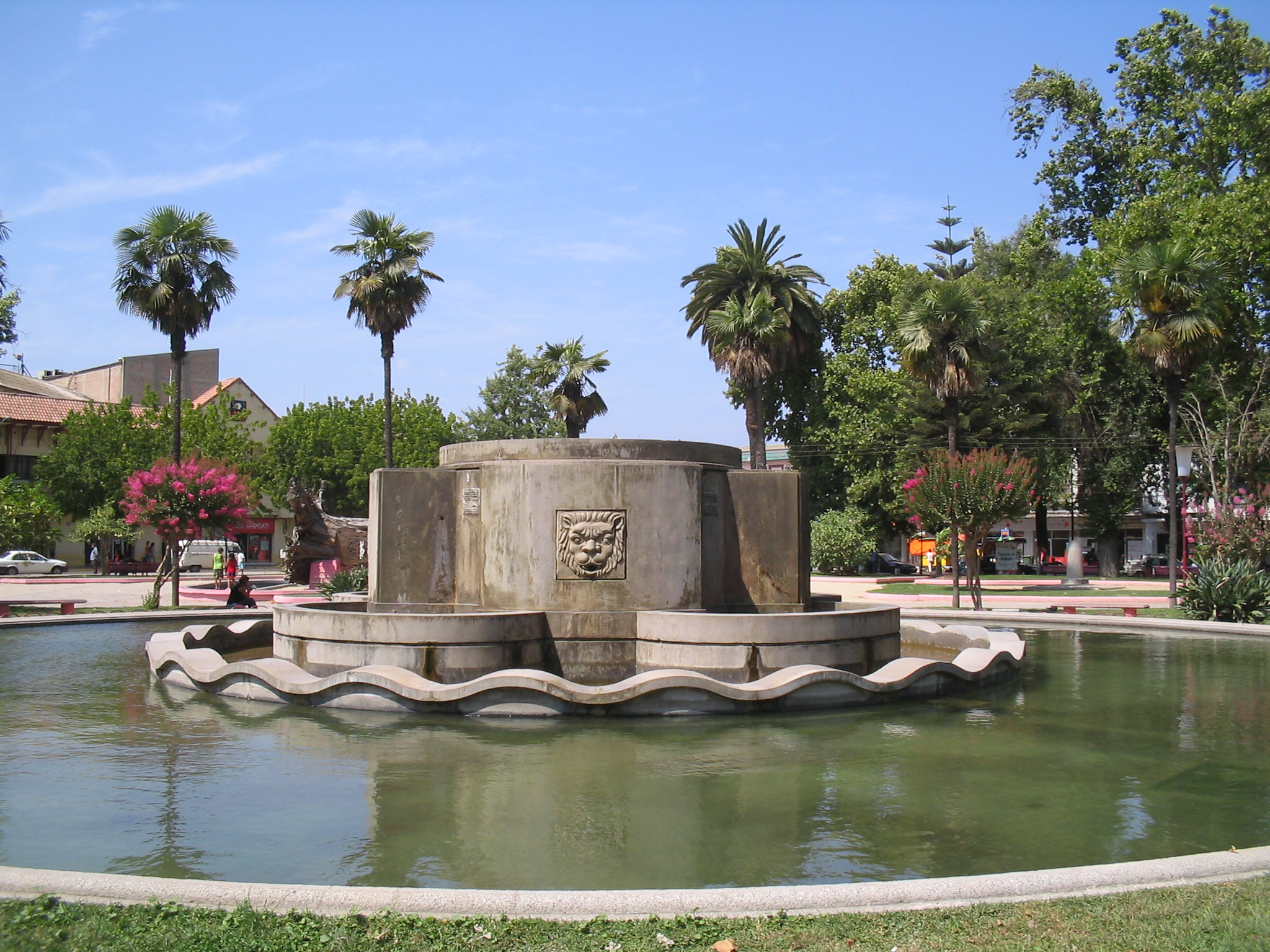
Fontaine de la Plaza de Armas